# Cenerentola (film 1997)
Cenerentola (Rodgers & Hammerstein's Cinderella) è un film per la televisione del 1997 diretto da Robert Iscove e prodotto dalla Walt Disney Television. Tratto dalla fiaba Cenerentola di Charles Perrault, il film è il secondo remake dell'omonimo musical del 1957 di Rodgers e Hammerstein (sempre scritto per la televisione) diretto da Ralph Nelson.

## Trama
Mentre accompagna la matrigna e le due sorellastre Anastasia e Genoveffa (Minerva e Calliope nell'originale) al mercato del villaggio, la giovane Cenerentola si distrae immaginando una vita migliore di quella che ha, e prima di andarsene incontra un affascinante coetaneo col quale entra subito in sintonia. Quest'ultimo è in realtà il principe Christopher sotto mentite spoglie il quale, tornato al palazzo, viene ripreso per il suo comportamento dal maggiordomo Lionel e viene informato dai suoi genitori di un imminente ballo per trovargli una degna sposa, un'idea che il principe non gradisce affatto.
Cenerentola vorrebbe partecipare al ballo ma la matrigna glielo proibisce, poi la ridicolizza affermando che il principe non potrebbe mai interessarsi a lei e che invece dovrebbe essere grata per la sua vita attuale. Tuttavia, una volta rimasta sola Cenerentola riceve la visita della sua fata madrina, la quale le dona un abito da sera, trasforma alcuni topolini in umani e cavalli, e una zucca in una carrozza. Nel frattempo il re e la regina, su suggerimento di Lionel, concordano sul fatto che se loro figlio non dovesse scegliere una ragazza da sposare durante il ballo gli consentiranno di trovarne una alle sue condizioni.
Quando Cenerentola arriva al ballo Christopher ne rimane estasiato, ballando con lei per tutta la notte. Quando i regnanti chiedono a Cenerentola di raccontargli della sua famiglia, la ragazza si agita e cerca di andarsene, ma la sua fata madrina la incoraggia a rimanere. Mentre si scambia un bacio con Christopher nel giardino, Cenerentola sente lo scoccare della mezzanotte e, dato che la fata madrina le aveva detto che l'incantesimo sarebbe terminato a quell'ora, si allontana in tutta fretta lasciando dietro di sé solamente una scarpetta di cristallo. Con la benedizione dei suoi genitori, Christopher dichiara che sposerà la ragazza che calzerà la scarpetta, anche a costo di farla indossare a ogni fanciulla del regno.
Tornate a casa, le sorellastre raccontano a Cenerentola come hanno passato la serata, e la ragazza replica che può solo immaginare cosa debbano aver provato. La matrigna si rende ben presto conto che è lei la misteriosa giovane con la quale il principe ha danzato, così la rinchiude nella cucina e insiste sul fatto che lei non sarà mai niente di più che una ragazza comune. Poco dopo giunge Christopher, accompagnato da Lionel, che dopo aver provato inutilmente la scarpetta sulle sorellastre chiede alla matrigna di aprire la cucina per perquisirla, poi scopre che Cenerentola è intenta a scappare attraverso il cortile. Il principe la riconosce, la ferma e le fa provare la scarpetta, che ovviamente calza alla perfezione.
Cenerentola e Christopher tornano subito al palazzo dove convolano a nozze con una grandiosa cerimonia, mentre la matrigna e le sorellastre, a causa di un litigio, vengono punite dalla fata madrina e viene loro impedito di partecipare al matrimonio.

## Produzione
Nel 1957 Rodgers e Hammerstein realizzarono un musical per la TV basato sulla fiaba di Cenerentola, in cui il ruolo principale era rivestito da Julie Andrews e con l'aggiunta di alcune sottotrame. Quarant'anni dopo, e dopo un remake nel 1965, il musical venne nuovamente riproposto in televisione utilizzando un cast multietnico.
L'idea per il remake risale ai primi anni novanta; originariamente avrebbe dovuto essere prodotto dalla CBS e prevedeva Whitney Houston nel ruolo di Cenerentola. Tuttavia il film fu rimandato numerose volte, e quando il progetto venne ripreso dalla Disney la Houston, sentendosi ormai troppo matura per interpretare la protagonista, suggerì Brandy per il ruolo, mentre lei accettò la parte della fata madrina.
Con un budget all'epoca senza precedenti di 12000000 $, è uno dei film televisivi più costosi mai prodotti.

## Colonna sonora

### Brani
- The Sweetest Sounds (da No Strings, testi di Richard Rodgers)
- The Prince Is Giving A Ball
- In My Own Little Corner
- Falling In Love With Love (da The Boys from Syracuse, testi di Lorenz Hart)
- Impossible - It's Possible
- Ten Minutes Ago
- Stepsister's Lament
- Do I Love You Because You're Beautiful
- A Lovely Night
- There Is Music In You (da Main Street to Broadway)

Era prevista l'uscita di una colonna sonora, ma l'idea fu accantonata a causa di contrasti tra le rispettive etichette discografiche di Brandy e Whitney Houston.

## Distribuzione
Il film è stato trasmesso in prima visione assoluta negli Stati Uniti il 2 novembre 1997 sulla rete televisiva ABC per la serie The Wonderful World of Disney, mentre in Italia è stato trasmesso il 23 dicembre 2002 su Rai 2.
Il 12 febbraio 2021 viene aggiunto sulla piattaforma Disney+ con il titolo originale più lungo Rodgers & Hammerstein's Cinderella.

## Altri media
Nel 2024 Brandy Norwood e Paolo Montalbán, riprendono i loro ruoli nel film Descendants: L'ascesa di Red.